# Dion and the Belmonts
Dion and the Belmonts erano un trio vocale italo-americano che ebbe grande successo per tutti gli anni '50. Tutti i suoi membri provenivano dal Bronx, New York. Nel 1957, Dion DiMucci si unì al gruppo vocale dei Belmont. L'affermato trio di Angelo D'Aleo, Carlo Mastrangelo e Fred Milano divenne un quartetto con DiMucci.
Dion and the Belmonts hanno pubblicato quattro album in studio e un album dal vivo, ottenendo diverse canzoni nella Billboard Hot 100. I Belmonts devono ancora essere inseriti nella Rock and Roll Hall of Fame, anche se Dion lo era già nel 1989. Nel 2000, il gruppo è stato inserito nella Vocal Group Hall of Fame.

## Discografia

### Album
- 1959 - Presenting Dion & The Belmonts
- 1960 - Wish Upon a Star
- 1963 - By Special Request: Together with the Belmonts
- 1967 - Together Again
- 1972 - Reunion: Live at Madison Square Garden

### Singles
| Anno     | Singolo                                         | U.S. label  | Billboard Hot 100 | UK Singles Chart |
| -------- | ----------------------------------------------- | ----------- | ----------------- | ---------------- |
| Oct 1957 | "We Went Away" / "Tag Along"                    | Mohawk 105  | –                 | –                |
| Apr 1958 | "I Wonder Why" / "Teen Angel"                   | Laurie 3013 | 22                | –                |
| Aug 1958 | "No One Knows" / "I Can't Go On (Rosalie)"      | Laurie 3015 | 19                | –                |
| Dec 1958 | "Don't Pity Me" / "Just You"                    | Laurie 3021 | 40                | –                |
| Mar 1959 | "A Teenager in Love" / "I've Cried Before"      | Laurie 3027 | 5                 | 28               |
| Aug 1959 | "Every Little Thing I Do" / "A Lover's Prayer"  | Laurie 3035 | 48                | –                |
| Nov 1959 | "Where or When" / "That's My Desire"            | Laurie 3044 | 3                 | –                |
| Apr 1960 | "When You Wish Upon a Star" / "Wonderful Girl"  | Laurie 3052 | 30                | –                |
| Jun 1960 | "In the Still of the Night" / "A Funny Feeling" | Laurie 3059 | 38                | –                |
| Oct 1966 | "My Girl The Month of May" / "Berimbau"         | ABC 10868   | –                 | –                |
| Jan 1967 | "Movin' Man" / "For Bobbie"                     | ABC 10896   | –                 | –                |